# Kevin Thornton
Kevin Anthony Thornton (Drogheda, Irlanda, 9 de julio de 1986), futbolista irlandés. Juega de volante y su actual equipo es el Coventry United de Inglaterra. 

## Selección nacional
Ha sido internacional con la Selección de fútbol de Irlanda Sub-21.

## Clubes
| Club                          | País       | Temporadas                      |
| ----------------------------- | ---------- | ------------------------------- |
| Coventry City                 | Inglaterra | 2005-2006, 2006-2007, 2007-2008 |
| Brighton Hove Albion (cedido) | Inglaterra | 2007-2008                       |
| Coventry City                 | Inglaterra | 2008-2009                       |
| Coventry Sphinx               | Inglaterra | 2009-2010                       |
| Coventry City                 | Inglaterra | 2009-2010                       |
| Nuneaton Town                 | Inglaterra | 2009-2010                       |
| Northampton Town              | Inglaterra | 2009-2010, 2010-2011, 2011-2012 |
| Nuneaton Town                 | Inglaterra | 2011-2012                       |
| Wrexham                       | Gales      | 2012-2013, 2013-2014            |
| Tamworth (cedido)             | Inglaterra | 2013-2014                       |
| Tamworth                      | Inglaterra | 2014-2015                       |